# ساختار و تفسیر برنامه‌های رایانه‌ای
ساختار و تفسیر برنامه های رایانه ای ( SICP ) یک کتاب درسی علوم کامپیوتر است که بدست استادان موسسه فناوری ماساچوست ، هارولد آبلسون و جرالد جی ساسمن به همراه جولی ساسمن تهیه شده است. در فرهنگ هکرها به عنوان کتاب جادوگر شناخته می شود.   این اصول اساسی برنامه نویسی کامپیوتر ، از جمله بازگشت ، انتزاع ، مدولار بودن ، و طراحی و اجرای زبان برنامه نویسی را آموزش می دهد .
مطبوعات MIT چاپ اول را در سال 1985 ، و چاپ دوم را در سال 1996 منتشر کرد. این کتاب قبلاً به عنوان کتاب درسی برای دوره مقدماتی MIT در مهندسی برق و علوم کامپیوتر استفاده می شد. SICP بر کشف الگوهای کلی برای حل مشکلات خاص و ساخت سیستم های نرم‌افزاری استفاده می کند که از این الگوها استفاده می کنند. 

## محتوا
این کتاب مفاهیم علوم رایانه را با استفاده از ، گویشی از لیسپ ، توصیف می کند . همچنین از یک ماشین و اسمبلر ثبت مجازی برای پیاده سازی مفسرها و کامپایلرهای لیسپاستفاده می کند .

## شخصیت ها
- Alyssa P. Hacker ، یک هکر Lisp
- بن بیتدیل ، یک متخصص سخت افزار
- Cy D. Fect ، "برنامه نویس اصلاح شده C"
- اوا لو آتور ، ارزیاب
- Lem E. Tweakit ، کاربر عصبانی
- Louis Reasoner ، استدلالی شل و ول

## مجوز
این کتاب تحت مجوز کرییتیو کامنز اسناد به طور یکسان به اشتراک بگذارید 4.0 مجوز دارد. 

## مشق شب
این کتاب به عنوان کتاب درسی برای دوره مقدماتی برنامه نویسی MIT ، 6.001 استفاده شده است.  این دوره با 6.0001 جایگزین شد ،  که از پایتون استفاده می کند.  مدارس دیگر نیز از این کتاب به عنوان کتاب درسی استفاده کردند.  این به عنوان کتاب درسی برای سیستم های نمادین مقیاس بزرگ MIT ، 6.945 استفاده می شود. 

## پذیرایی
بایت SICP را "برای برنامه نویسان حرفه ای که واقعاً به حرفه خود علاقه‌مند هستند" توصیه کرد. این مجله گفت که خواندن این کتاب آسان نیست ، اما برنامه نویسان باتجربه را در معرض موضوعات قدیمی و جدید قرار می دهد. 

## نفوذ
SICP در آموزش علوم کامپیوتر تأثیرگذار بوده است و چندین کتاب بعدی از سبک آن الهام گرفته اند.
- ساختار و تفسیر مکانیک کلاسیک (SICM) ، کتاب دیگری از جرالد جی ساسمن است که از اسکیم (زبان برنامه نویسی) استفاده می کند
- نحوه طراحی برنامه ها (HtDP) ، که قصد دارد کتابی قابل دسترسی برای علوم کامپیوتر مقدماتی باشد و ناسازگاری های قابل درک در SICP
- کتابهای ضروری زبانهای برنامه نویسی (EoPL) برای دوره های زبانهای برنامه نویسی